# 140Р (опытный разведчик, 1949)
140Р — проект дальнего реактивного разведчика с крылом обратной стреловидности на базе опытного бомбардировщика «140». Отличался от базового варианта оснащением и лётно-техническими характеристиками. Из-за проблем с крылом в серию не пошёл. По итогам неудачных испытаний ЦАГИ вынесло вердикт о нежелательности использования крыла обратной стреловидности в авиации.

## История создания
После крушения нацистской Германии многие авиационные специалисты остались без работы. В начале 1946 года НКВД провело операцию по их сбору и вербовке, авиационных инженеров вывезли в подмосковное Подберезье, где предоставили комфортные условия для жизни и работы. Производственной базой для ещё безымянного ОКБ были участки авиационного завода № 256. В конце 1946 года немецкие специалисты были разделены на два конструкторских бюро: ОКБ-1 и ОКБ-2. ОКБ-1, состоявшее из сотрудников фирмы «Юнкерс», возглавил доктор Брунольф Бааде, специалист по стреловидности крыла, ранее работавший в КБ фирмы Юнкерс, полем деятельности данного бюро были тяжёлые самолёты. Некоторое время конструкторы занимались доработкой немецких проектов реактивных самолётов.
Одним из данных проектов был EF-131, шестидвигательная модификация Ju 287. Однако он быстро перестал удовлетворять требованиям советских военных, вдобавок в целом испытания проходили неудачно — самолёт имел тенденцию к продольной раскачке и сильной вибрации. Уже к 1948 году изначально инициативный проект немецких специалистов, самолёт «140», стал более приоритетным направлением работ. При проектировании активно использовалась аэродинамическая труба Т-106 ЦАГИ, моделирование поведения крыла обратной стреловидности осуществлялось на летающей лаборатории ЛЛ-3. Кроме того, ещё одна турельная установка была смещена из хвоста в верхнюю часть фюзеляжа. Шесть двигателей Jumo-004B были заменены на два АМ-ТКРД-01 в развитых мотогондолах. По расчётам конструкторов, увеличение мощности позволяло бомбардировщику на короткое время преодолевать звуковой барьер и достигать скорости 1.1 М.
Однако из-за самопроизвольного закручивания крыла и ненадёжности двигателей АМ-ТКРД-01 испытания проходили медленно. После замены двигателей на два РД-45 самолёт окончательно перестал удовлетворять техзаданию, и после десяти полётов длительностью 15 часов испытания были остановлены, а все работы были сконцентрированы на создании разведывательной модификации самолёта. 14 мая 1949 года Совет Министров издал распоряжение номер 1886—696, согласно которому проект «140» должен был быть модернизирован с использованием двигателей ВК-01«140Р» лишился бомбоотсека, получив взамен две камеры серии АФА и РЛС под каплевидным обтекателем. Предусматривался небольшой отсек для осветительных бомб, 20-мм пушки были заменены на четыре серийные пушки НР-23 калибра 23 мм.
Единая кабина яйцевидной формы была негерметична и обладала развитым остеклением. Для обзора задней полусферы так же были предусмотрены два зеркальных перископа. Бронирование защищало кабину от атак сзади и снизу и состояло из неподвижных плит толщиной от 8 до 20 мм, откидной плиты толщиной 15-20 мм, а также ещё одной перемещаемой. Из-за появления второй турельной установки экипаж пополнился ещё одним стрелком по сравнению с EF-131. На законцовках крыла появились два дополнительных каплевидных топливных бака.
Полномасштабный макет был готов уже в марте 1948 года. К весне 1949 года самолёт был готов, однако из-за протестов военных самолёт пришлось разобрать и перевезти для лётных испытаний из аэродрома Борки в Тёплый Стан. Тем не менее, заводские наземные тесты были завершены в 1949 году именно в Борках. Перспективы постановки проекта в серию заставили ОКБ-1 летом 1949 года приостановить разработку дальнего бомбардировщика «150». Первый полёт «140Р» совершил 12 октября 1949 года, лётчик — П. Е. Фёдоров.
Из-за непрекращающейся вибрации во время второго полёта 29 октября испытания были прерваны и самолёт отправлен на завод для доработки. Однако в ходе второго полёта так же были выявлены сильные вибрации на высоких скоростях, и после ещё двух испытательных полётов все работы над «140Р» и его развитием были прекращены 18 июня 1950 года. Работы над многоцелевым самолётом «140Б/Р» были также прекращены в начале 1950го года. По итогам испытаний ЦАГИ пришло к выводу о нежелательности использования крыла обратной стреловидности в авиации.

## Характеристики
Источник данных: 

Технические характеристики
- Экипаж: 4 человека
- Длина: 19,25 м
- Размах крыла: м
- Высота: 5,65 метра
- Площадь крыла: 61 м2
- Масса пустого: 14776
- Нормальная взлётная масса: 25 543 кг
- Масса топлива во внутренних баках: 10600 кг
- Силовая установка:  ×
- Тяга:  × 2х2700

Лётные характеристики
- Максимальная скорость:  
  - у земли: 785 км/ч
  - на высоте 7500 м: 837 км/ч
- Практическая дальность: 3600 км
- Практический потолок: 14100 метров
- Время набора высоты 1000 метров: 3 минуты
- Длина разбега: 1820-1950
- Длина пробега: 950-1000

Вооружение
- Стрелково-пушечное: 4х23 мм
- Точки подвески: бомбовый отсек
- Неуправляемые ракеты: НАР

## Моделизм
В начале 2000х немецкая фирма Classic Plane выпустила пластиковую сборную модель в масштабе 1/72 (под названием Junkers EF-140R).